# یواس‌اس گلدزبرو (تی‌بی-۲۰)
یواس‌اس گلدزبرو (تی‌بی-۲۰) (به انگلیسی: USS Goldsborough (TB-20)) یک کشتی بود که طول آن ۱۹۸ فوت (۶۰ متر) بود. این کشتی در سال ۱۸۹۹ ساخته شد.